# Norvège aux Jeux olympiques d'été de 1992
La Norvège participe aux Jeux olympiques d'été de 1992 à Barcelone. 83 athlètes norvégiens, 51 hommes et 32 femmes, ont participé à des compétitions dans 17 sports. Ils y ont obtenu 7 médailles : 2 d'or, 4 d'argent et 1 de bronze.

## Médailles
| Médaille | Discipline  | Épreuve                            | Athlète | Performance | Date |
| -------- | ----------- | ---------------------------------- | --- | ----------- | ---- |
| Or       | Voile       | Dériveur solitaire Europe (femmes) | Linda Andersen |             |      |
| Or       | Lutte       | Poids mouche, 48-52 kg             | Jon Rønningen |             |      |
| Argent   | Canoë-kayak | K-1 1000 m Hommes                  | Knut Holmann |             |      |
| Argent   | Tir         | Carabine couché 50 m               | Harald Stenvaag |             |      |
| Argent   | Aviron      | Quatre de couple                   | Kjetil Undset, Lars Bjønness, Per Sætersdal et Rolf Thorsen |             |      |
| Argent   | Handball    | Femmes                             | Hege Kirsti Frøseth, Tonje Sagstuen, Hanne Hogness, Heidi Sundal, Susann Goksør, Cathrine Svendsen, Mona Dahle, Siri Eftedal, Henriette Henriksen, Ingrid Steen, Karin Pettersen, Annette Skotvoll, Kristine Duvholt, Heidi Tjugum |             |      |
| Bronze   | Canoë-kayak | K-1 500 m Hommes                   | Knut Holmann |             |      |